# Джейн Аткінсон
Джейн Аткінсон (англ. Jayne Atkinson; нар. 18 лютого 1959, Борнмут, Дорсет, Англія, Велика Британія) — американська актриса. Найбільш відома за роллю Карен Хеєс у телесеріалі «24 години», а також з ролей у п'єсах «Продавець дощу» та «Зачарований квітень», за які була номінована на премію «Тоні». Вона також зіграла Ерін Штраус у телесеріалі «Мислити як злочинець» і Кетрін Дюран у телесеріалі «Картковий будинок».

## Раннє життя та освіта
Джейн Аткінсон народилася 1959 року в місті Борнмут, Дорсет, Англія, однак її сім'я переїхала до США в 1968 році, коли Джейн було дев'ять років. Вона виросла в Голлівуді, штат Флорида, і закінчила школу «Пайн Хрест», де вона була обрана королевою випускного в 1977 році. Вона вчилася в Північно-Західному університеті (ступінь бакалавра з комунікацій, 1981), де була членом жіночої братства Alpha Chi Omega і «сестрою» Лори Іннес; і в Єльській школі драми.

## Кар'єра

### Театр
Після роботи в регіональних театрах Аткінсон з'явилася в офф-бродвейській постановці «Кривавої поезії» в Манхеттенському театральному клубі в 1987 році. У тому ж році вона дебютувала на Бродвеї у відродженій виставі за п'єсою Артура Міллера «Всі мої сини». Згодом вона отримала головні ролі в багатьох сценічних постановках, включаючи «Генріха VIII», «Тру» і «Мистецтво успіху».
Вона отримала премію «Драма Деск» за найкращу жіночу роль у виставі «Скрайкер» у 1996 році. Робота Аткінсон у постановці п'єси «Продавець дощу» Театральної компанії в 1999 році принесла їй номінацію на премію «Тоні», і її виступ у постановці «Чаклунського квітня» в 2003 році приніс другу номінацію на «Тоні» і номінацію на премію «Драма Деск». У 2009 році вона виконала роль Рут Кондомайн у бродвейському відновленні вистави за п'єсою Ноеля Коварда «Невгамовний дух», в якому були також задіяні Руперт Еверетт, Крістін Еберсоул і Анджела Ленсбері.

### Кіно
Аткінсон з'явилася в таких фільмах, як «Звільніть Віллі», «Звільніть Віллі 2: Нова пригода», «Дванадцятирічні», «Відкритий чек», «Таємничий ліс» і «Сиріана».

### Телебачення
Ім'я Аткінсон з'явилося в титрах таких телесеріалів, як «Рік життя», «Батьки», «Секретні матеріали» («Жахлива симетрія»; 1995), «Закон і порядок», «Практика», «Мислити як злочинець», «24 години», «Пліткарка» і «Картковий будинок» (з Кевіном Спейсі і чоловіком Майклом Гіллом). За роботу в телефільмі «Наше містечко» актриса отримала номінацію на премію «Супутник» за роль другого плану.

## Особисте життя
З 1998 року Джейн Аткінсон одружена з актором Майклом Гіллом. У шлюбі народився син. Вони познайомилися в 1989 році під час роботи в постановці п'єси «Спадкоємиця» у театрі «Лонг Варф» в Нью-Гейвені, штат Коннектикут. Аткінсон знялася з чоловіком в телесеріалі «Картковий будинок», хоча і не в ролі пари; Гілл виконав роль Гарретта Вокера, 45-го президента США, а Аткінсон — роль Кетрін Дюран, державного секретаря США.

## Фільмографія
| Рік         |   | Українська назва                    | Оригінальна назва                 | Роль                          |
| ----------- | - | ----------------------------------- | --------------------------------- | ----------------------------- |
| 1986—1988   | с | Рік життя                           | A Year in the Life                | Ліндлі Гарднер Айзенберг      |
| 1989        | с | Агентство «Місячне сяйво»           | Moonlighting                      | Робін Фуллер                  |
| 1990—1991   | с | Батьки                              | Parenthood                        | Карен Бакман                  |
| 1993        | ф | Звільніть Віллі                     | Free Willy                        | Енні Грінвуд                  |
| 1994        | ф | Відкритий чек                       | Blank Check                       | Сандра Вотерс                 |
| 1995        | с | Цілком таємно                       | The X-Files                       | Вілла Амброуз                 |
| 1995        | ф | Звільніть Віллі 2: Нова пригода     | Free Willy 2: The Adventure Home  | Енні Грінвуд                  |
| 1997        | с | Практика                            | The Practice                      | Рут Гібсон                    |
| 2000 — 2001 | с | Виховання Макса Бікфорда            | The Education of Max Bickford     | Ліла Ортіц                    |
| 2002        | с | Закон і порядок                     | Law & Order                       | Доктор Клер Снайдер           |
| 2003        | ф | Наше містечко                       | Our Town                          | Місіс Гіббс                   |
| 2004        | с | Джоан з Аркадії                     | Joan of Arcadia                   | Френ Монтгомері               |
| 2004        | ф | Таємничий ліс                       | The Village                       | Табіта Вокер                  |
| 2005        | ф | Сиріана                             | Syriana                           | начальник відділу             |
| 2006        | ф | Дванадцятирічні                     | 12 and Holding                    | Ешлі Карджес                  |
| 2006 — 2007 | с | 24 години                           | 24                                | Карен Хейс                    |
| 2007 — 2014 | с | Мислити як злочинець                | Criminal Minds                    | Ерін Штраусс                  |
| 2008        | с | Закон і порядок: Спеціальний корпус | Law & Order: Special Victims Unit | Маріон Спрінгер               |
| 2008        | с | Закон і порядок                     | Law & Order                       | Сенатор Мелані Карвер         |
| 2008        | ф | Перерахунок                         | Recount                           | Тереза Лепор                  |
| 2009        | ф | Красунчик Гаррі                     | Handsome Harry                    | Дружина Келлі                 |
| 2010        | с | Пліткарка                           | Gossip Girl                       | Дін Рейтер                    |
| 2011        | с | Білий комірець                      | White Collar                      | Гелен Андерсон                |
| 2012        | с | Блакитна кров                       | Blue Bloods                       | Шерон Харріс                  |
| 2012        | с | Сприйняття                          | Perception                        | Гелен Поулсон                 |
| 2013        | с | Послідовники                        | The Following                     | мати Джейкоба                 |
| 2013 — 2017 | с | Картковий будинок                   | House of Cards                    | Держсекретар США Кетрін Дюран |
| 2015        | с | Зоо-апокаліпсис                     | Zoo                               | Амелія Сейдж                  |
| 2016        | с | Гарна дружина                       | The Good Wife                     | Нора Велентайн                |
| 2016        | с | Медики Чикаго                       | Chicago Med                       | Лора Клей                     |